# Райнхартт, Йоханнес Теодор
Йо́ханнес Те́одор Ра́йнхартт (дат. Johannes Theodor Reinhardt) — датский зоолог.

## Биография
Отца Райнхартта родом из Норвегии был зоологом и профессором зоологии в университете Копенгагена.
С 1835 по 1836 год Райнхартт изучал медицину, но вопреки поощрениям своего отца он окончил учёбу без успеха. На борту исследовательского судна «Galathea» он отправился в 1845 году из Копенгагена в двухлетнее кругосветное путешествие. Он посетил Индию, Филиппины, Китай, Гавайи и Южную Америку.
В 1847 году он вернулся в Копенгаген и получил должность куратора позвоночных животных в Королевском музее естественной истории в Копенгагене (ныне Зоологический музей Копенгагена). С 1850 по 1852 год и с 1854 по 1856 год он побывал в Бразилии и способствовал тем самым значительному увеличению музейной коллекции. С 1856 по 1878 год он был доцентом по зоологии в Техническом университете Дании и с 1865 по 1882 — профессором зоологии в университете Копенгагена.
Райнхартт написал многочисленные статьи по герпетологии, особенно о змеях. Он впервые описал такие таксоны животных, как Alsophis portoricensis, Elachistodon westermanni, Characidium fasciatum, Saimiri oerstedii и Mitu salvini.

## Эпонимы
В 1848 году Герман Шлегель назвал в честь учёного вид змей Calabaria reinhardtii.

## Труды (выборочно)
- Brasiliens urskov, 1857
- Naturhistoriske bidrag til en beskrivelse af Grønland, 1857
- Bidrag til kundskab om Brasiliens padder og krybdyr, 1861 (mit Christian Frederik Lütken)
- Om Vingens anatomiske Bygning hos Stormfugle-Familien (Procellaridae S. Tubinares)., 1873
- Bidrag til kundskab om kyjaempedovendyret lestodon armatus
- Beskrivelse af hovedskallen af et kaempedovendyr Grypotherium Darwinii, fra La Plata-Landenes plejstocene dannelser Kjobnhavn, 1879
- Notitser til Grönlands ornithologi, 1881